# Dioscorea cayennensis
Dioscorea cayennensis är en enhjärtbladig växtart som beskrevs av Jean-Baptiste de Lamarck. Dioscorea cayennensis ingår i släktet Dioscorea och familjen Dioscoreaceae.

## Underarter
Arten delas in i följande underarter:
- D. c. cayennensis
- D. c. rotundata